# 帕尔迪 (大西洋比利牛斯省)
帕尔迪（法語：Pardies，法語發音：[paʁdi]）是法国大西洋比利牛斯省的一个市镇，位于该省中东部，属于奥洛龙-圣玛丽区。

## 地理
帕尔迪（43°21'59"N, 0°35'10"W）面积5.82 平方千米，位于法国新阿基坦大区大西洋比利牛斯省，该省份为法国东南部省份，涵盖了贝阿恩与北巴斯克，西临大西洋比斯開灣，北至朗德省，东北接热尔省，东临上比利牛斯省，南与西班牙接壤。
与帕尔迪接壤的市镇（或旧市镇、城区）包括：阿博斯、阿尔蒂克斯、贝桑格朗、拉乌尔卡德、莫南、诺盖尔、奥斯-马尔西永、帕尔拜斯。

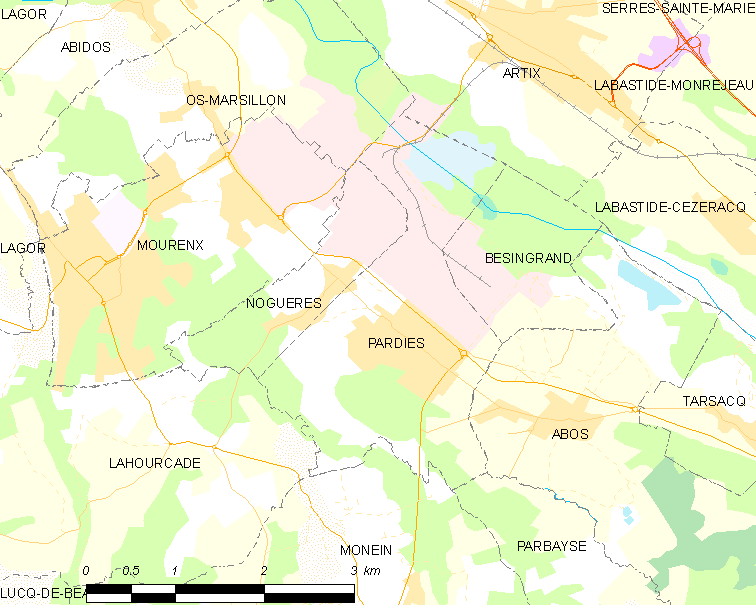
的OSM定位图

帕尔迪的时区为UTC+01:00、UTC+02:00（夏令时）。

## 行政
帕尔迪的邮政编码为64150，INSEE市镇编码为64443。

## 政治
帕尔迪所属的省级选区为贝阿恩中心县。

## 人口

1962-2008年间人口变化图示

帕尔迪于2022年1月1日时的人口数量为920人。